# Loopz
Loopz est un jeu vidéo de puzzle édité par la compagnie anglaise Audiogenic en 1990 sur divers ordinateurs personnels et consoles de jeu. Il a eu une suite, Super Loopz (スーパーループス), sorti en 1994 sur Super Nintendo au Japon et en 1995 sur Amiga 1200 en Europe.
Imaginé par Ian Upton, le principe de jeu se situe au confluent de Tetris (1985) d'Alexei Pajitnov et de Pipe Mania (1989) de The Assembly Line. Des pièces de formes diverses apparaissent les unes après les autres sur un tablier rectangulaire. Le but du jeu est de faire disparaître les pièces en les disposant de manière à former des boucles (loop en anglais), c'est-à-dire des circuits fermés.

## Système de jeu

### Caractéristiques générales
Le tablier de jeu fait 7 cases par 18 (9 cases par 14 dans Super Loopz). Les pièces sont composés de 1 à 7 blocs et prennent des formes variés (U, Z, S, L, I, etc). Elles apparaissent aléatoirement sur l'aire de jeu, sans que le joueur ne puisse les deviner. Dès qu'une pièce apparait, un compte à rebours se déclenche et le joueur ne dispose que de quelques secondes pour positionner la pièce et valider son choix. Il peut lui faire faire une rotation sur son axe et la placer n'importe où pourvu que l'emplacement ne soit pas déjà occupé et qu'aucune extrémité de la pièce ne touche le rebord du tablier (empêchant toute possibilité de boucle). Dès qu'une pièce est placée et validée, une autre apparaît instantanément et ainsi de suite. Parfois, en lieu et place d'une pièce classique, une pièce « soustractive » apparait. Elle offre la possibilité de retirer une pièce du tablier, ou un ensemble de pièces, si celles-ci forment un mini-réseau.
Dès qu'une boucle est réalisée, les pièces qui la composent disparaissent, libérant les cases. Plus les boucles sont grandes, plus le nombre de points attribués est important. Au fur et à mesure, le temps limite se réduit et les pièces deviennent de plus en plus complexes. Si le joueur ne parvient pas à placer une pièce, soit par manque de temps, soit par manque d'espace (tablier encombré), il perd une vie. S'il perd toutes les vies, la partie est terminée. Le jeu propose différents modes de jeu dont un mode deux joueurs en simultané.

### Loopz
Dans Loopz, le joueur ne dispose que de trois vies et le temps limite pour agir est réduit à moins de deux secondes, imposant un rythme de jeu « vertigineux ». L'ergonomie a été pensée pour un contrôle à la souris. La rotation de la pièce se réalise d'un clic droit et la validation d'un clic gauche. Le joystick est supporté mais il est assez pénalisant compte tenu du temps de réaction imposé (d'autant plus que le 2d bouton n'est pas géré, ce qui oblige à la manipulation "gauche + action" pour valider).
Trois modes de jeu sont proposés : le mode A, B et C. Le mode A et B se différencie par la possibilité de choisir le niveau de difficulté. Le joueur remporte une vie supplémentaire toutes les 25 boucles réalisés. Ces modes proposent de temps à autre un niveau bonus : le principe est le même si ce n'est que les circuits réalisés ne disparaissent plus, obligeant le joueur à optimiser au mieux l'espace. Le mode C est un jeu de mémoire. Une boucle complète est affichée pendant quelques secondes à l'écran et certaines pièces sont ensuite retirés : le joueur doit alors tenter de reconstituer la boucle à l'identique.
Le mode A et B sont jouables à deux simultanément. Comme les joueurs se partagent le tablier, il est possible de saboter l'ouvrage de l'adversaire ou de se l'octroyer en le terminant (récupérant du même coup les points bonus). Comme le jeu ne gère pas la seconde souris, l'un des joueurs doit se contenter du joystick.

### Super Loopz
Super Loopz présente une jouabilité assouplie et un système de jeu enrichi de quelques nouveautés. Le rythme de jeu est plus posé et laisse davantage la possibilité d'établir des stratégies de jeu. Sur Amiga 1200, la souris, le joystick (et son 2d bouton) et la manette sont supportés. La souris demeure le système de contrôle le plus efficace mais cela porte moins à conséquence que dans l'épisode original.
Le temps limite pour positionner les pièces est plus important (environ quatre secondes) et peut désormais être paramétré dans certains modes. Sur Amiga, les pièces n'apparaissent plus subitement au milieu du tablier mais glisse du haut de l'écran, ce qui laisse au joueur une fenêtre supplémentaire pour planifier ses actions avant même le début du compte à rebours. Par ailleurs, les pièces "soustractives" ne sont plus simplement de simple carré de la taille d'une case mais prennent la forme de n'importe quelle autre pièce, avec la possibilité de leur faire effectuer des rotations : plusieurs pièces ou plusieurs ensembles de pièces peuvent dont être retiré à la fois. Enfin, le nombre de vies passe à six (cinq sur Super Nintendo).
Quatre modes de jeu sont proposés : standard, arcade, puzzle et challenge. Le mode standard est identique au mode B du précédent épisode : le but est de survivre le plus longtemps possible. Le mode arcade est découpé en niveaux. Le joueur doit réaliser dix boucles pour passer au niveau suivant. Au fur et à mesure, les tableaux présentent des cases impraticables, de plus en plus contraignantes, qui limitent les possibilités de jeu. Le mode standard et le mode arcade sont jouables à deux, de la même manière que dans l'original. Le mode puzzle est le pendant du mode C de Loopz et fait appel à la mémoire visuelle. Le mode challenge est un mode deux joueurs en écran splité où chaque joueur dispose de son propre tablier miniature (6 cases par 10), positionné à la verticale. La victoire se joue en deux manches gagnantes.
Les modes standard et arcade proposent trois types de niveaux bonus qui peuvent rapporter des points ou une vie supplémentaire. Le premier est identique à celui de Loopz : les boucles réalisées ne disparaissent pas du tablier. Dans le deuxième, le joueur doit réaliser des boucles en passant sur des cases prédéfinies. Le troisième est tiré du mode puzzle.

## Développement
Le concept de Loopz a été imaginé par Ian Upton. Le programmeur Nick Pelling, l'auteur de Frak!, a codé la plupart des versions. Les graphistes Herman Serrano et Pat Fox ont réalisé les visuels des versions Amiga et Atari ST, et David Whittaker a composé les trois musiques de jeu, jugées de qualité. Le studio Datasoft a réalisé les versions Amstrad CPC, Commodore 64 et ZX Spectrum. Songbird Productions a sorti un homebrew du jeu sur Lynx en 2004 (un prototype avait été développé à l'époque mais n'était jamais sorti).
Super Loopz a été développé par le studio italien Graffiti (désormais Milestone) et édité par Imagineer au Japon sur Super Nintendo. Le projet a été manager par Antonio Farina avec une programmation de Ivan del Luca et des graphismes de Marco Spitoni. Il a été adapté sur Amiga 1200 par Mickey Harren avec une bande-son de Allister Brimble. Une version Amiga CD32 fut annoncée, parfois testée, mais elle n'a finalement jamais été commercialisée.

## Accueil
Loopz est sorti en 1990, à une période où la « Tetris-mania » battait son plein. Le jeu a été vendu environ 250 francs sur Amiga et Atari ST. D'une manière générale, la presse spécialisée a salué l'originalité du concept de jeu. Pour Joystick, « beau, bien réalisé et prenant, ce nouveau jeu de réflexion a tout pour plaire. » Pour le magazine anglais ACE, Loopz présente une dimension stratégique plus intéressante que Tetris mais la difficulté de jeu rend l'expérience trop frustrante. L'impossibilité de changer de pièces au moment voulu ou de connaître à l'avance les pièces qui apparaissent ont parfois été perçu comme des limites.
Loopz

ACE : 795/1000 • Génération 4 : 79% • Joystick : 83% • Tilt (Atari ST) : 15/20  • Tilt (Amiga) : 15/20  • Zzap!64 : 74%
Super Loopz

Amiga Format : 60% • CU Amiga : 83%